# Bruno Pezzey

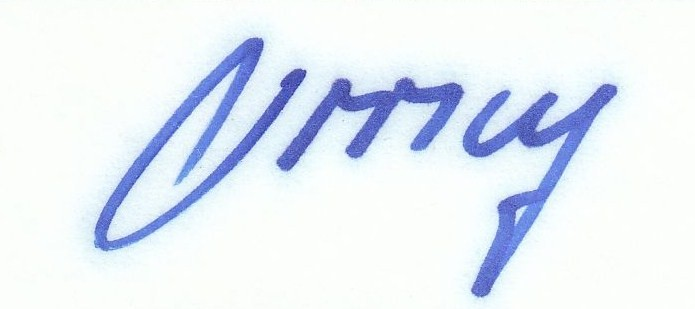
Autogramm von Bruno Pezzey

Bruno Pezzey (* 3. Februar 1955 in Lauterach, Vorarlberg; † 31. Dezember 1994 in Innsbruck) war ein österreichischer Fußballspieler und -trainer. Der Verteidiger bestritt als Nationalspieler alle Spiele für Österreich bei der Weltmeisterschaft 1978 in Argentinien und 1982 in Spanien; er war 1979 Spieler der Weltauswahl. Der viermalige österreichische Meister war auch in Deutschland mit Eintracht Frankfurt und Werder Bremen erfolgreich. Höhepunkt war der UEFA-Cup-Sieg 1980 mit Eintracht Frankfurt.
Im Alter von 39 Jahren starb Pezzey während eines Eishockeyspiels am plötzlichen Herztod.

## Karriere

### Aufstieg in Innsbruck und WM 1978
Bruno Pezzey begann mit dem Fußballspielen beim FC Lauterach, dem Verein seines Vorarlberger Heimatortes. Heute trägt der Sportplatz des Vereins seinen Namen. Im Alter von 18 Jahren wurde er vom FC Vorarlberg in die Nationalliga, heute Bundesliga, geholt und kam bereits in seiner Debütsaison auf 28 Meisterschaftseinsätze. Bald wurde der junge Pezzey von anderen Vereinen umworben und kam schließlich bereits 1974 zur SSW Innsbruck.
Schon in seiner zweiten Erstligasaison wurde Bruno Pezzey mit den Innsbruckern erstmals österreichischer Meister und kam überdies am 7. Juni 1975 gegen die Tschechoslowakei zu seinem Länderspieldebüt. Der Sieg im selben Jahre im ÖFB-Cupfinale gegen den SK Sturm Graz bedeutete zudem das Double.
Nachdem es 1976 nur zu Platz zwei in Meisterschaft wie Cup reichte, konnte Bruno Pezzey 1977 wieder mit seinem Team in der Liga reüssieren. Mittlerweile war er gemeinsam mit Robert Sara eine wichtige Stütze in der Verteidigung der Nationalmannschaft geworden, der die Qualifikation zur Weltmeisterschaft 1978 glückte. In Argentinien konnte sich Österreich überraschend vor Brasilien, Spanien und Schweden als Gruppensieger durchsetzen und auch den amtierenden Weltmeister Deutschland im Wunder von Córdoba aus dem Bewerb werfen. Insgesamt erreichte Bruno Pezzey mit der Mannschaft den siebten Platz. Im selben Jahr machte er zudem mit starken Auftritten im Europapokal der Landesmeister international auf sich aufmerksam: Erst im Viertelfinale musste sich die SSW Innsbruck unglücklich auf Grund der Auswärtstorregel Borussia Mönchengladbach beugen.

### Legionär in Deutschland und Rückkehr nach Österreich
So kam es nach der Saison 1978 zum Wechsel Bruno Pezzeys in die deutsche Bundesliga zu Eintracht Frankfurt.
Doch hieß es vorerst, dass Pezzey bei Innsbruck bleibe, da Frankfurt nicht genug Geld für dessen Engagement hätte. Offensichtlich wollte Pezzey weg, er schlug eine Reduktion der verlangten Ablösesumme vor und wollte nötigenfalls die erforderliche 18-monatige Karenz zuwarten. Es lag zwischenzeitlich auch eine Interessensbekundung durch Borussia Dortmund vor. Am 1. August kam es dann doch noch zur Einigung mit Frankfurt, als Ablösesumme wurden 5,8 Millionen Schilling (ca. 829.000 DM) genannt.

Im UEFA-Pokal 1979/80 konnte der Verteidiger mit den Frankfurtern schließlich seinen einzigen internationalen Titel feiern: Dieses Mal konnte Pezzey mit seiner Mannschaft im Finale dank der Auswärtstorregel über Borussia Mönchengladbach triumphieren. Den ersten nationalen Titel mit Frankfurt holte Bruno Pezzey im DFB-Pokal 1981. Indes gelang mit der Nationalmannschaft die Qualifikation zur Weltmeisterschaft 1982. Nach dem siebten Platz in Argentinien glückte dieses Mal in Spanien der achte Rang. Nach der Weltmeisterschaft ging es für Bruno Pezzey 1983 vom Main an die Weser zu Werder Bremen. Mit den Hansestädtern schrammte der Verteidiger zweimal nur knapp am Gewinn der deutschen Meisterschaft vorbei: 1985 und 1986 wurde er Vizemeister mit dem Team, im zweiten Jahr gab letztlich nur die schlechtere Tordifferenz den Ausschlag.
Zu Beginn der Saison 1987/88 kehrte Bruno Pezzey nach Innsbruck zurück und spielte seine letzten Jahre beim FC Swarovski Tirol. Unter Trainer Ernst Happel rundete er seine Karriere dann noch mit dem Double-Gewinn von 1989 sowie einem weiteren Meistertitel 1990 ab und trat anschließend vom aktiven Fußballsport zurück. Im Januar 1990 verlor Pezzey bei einem Hallenturnier in Bad Homburg nach einem Sturz das Bewusstsein und drohte zu ersticken, da seine Zunge die Atemwege versperrte. Ein Masseur rettete ihm das Leben. Pezzey blieb nach dem Ende seiner Spielerlaufbahn weiterhin mit dem Fußball verbunden; vom ÖFB wurde ihm die Leitung der Nachwuchsarbeit übergeben. Er arbeitete ein umfassendes Konzept aus, starb allerdings bei einem Eishockeyspiel am Silvestertag des Jahres 1994 an einem plötzlichen Herztod im Alter von 39 Jahren. Er war verheiratet und hatte zwei Töchter.

## Ehrungen

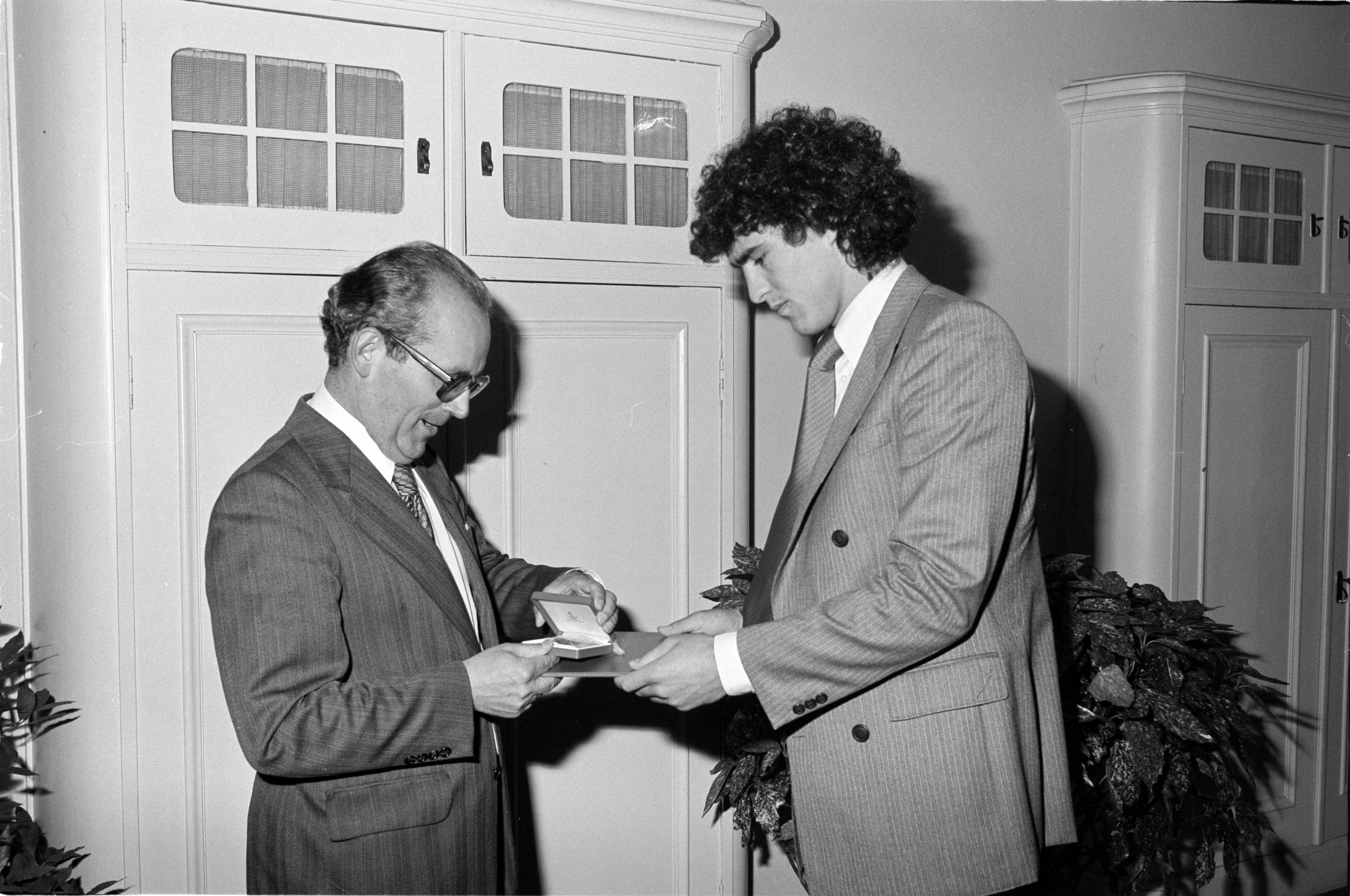
Landeshauptmann Herbert Keßler überreicht 1978 Bruno Pezzey das Sportehrenzeichen des Landes Vorarlberg

Am 25. Juni 1979 durfte Bruno Pezzey für die Weltauswahl der FIFA spielen, zudem gelang es ihm, als Spieler der Europaauswahl am 7. August 1982 beim 3:2-Sieg über die Weltauswahl ein Tor zu erzielen. Von 1979 bis 1982 war er viermal in Serie für die Wahl von Europas Fußballer des Jahres nominiert, konnte den Titel allerdings nicht gewinnen. Dafür gehört er allerdings der Österreichischen Nationalelf des 20. Jahrhunderts an. Nach seinem tragischen Tode wurde 1997 ein Preis der Vereinigung der Fußballer für Österreichs Fußballer des Jahres gestiftet, er erhielt im Andenken an Bruno Pezzey den Namen „Bruno“.
Seit dem 23. Jänner 2013 ziert ein Abbild von Bruno Pezzey eine der zwölf „Säulen der Eintracht“ im U-Bahnhof Willy-Brandt-Platz in Frankfurt.

## Erfolge
- 1 × Weltauswahl: 1979[12]
- 1 × UEFA-Pokalsieger: 1980
- 4 × Österreicher Meister: 1975, 1977, 1989, 1990
- 2 × Deutscher Vizemeister: 1985, 1986
- 2 × Österreichischer Cupsieger: 1975, 1989
- 1 × Deutscher Pokalsieger: 1981
- Teilnahme Weltmeisterschaft 1978: 7. Platz
- Teilnahme Weltmeisterschaft 1982: 8. Platz
- 84 Länderspiele und 9 Tore für die österreichische Fußballnationalmannschaft von 1975 bis 1990